# Saint-Georges-de-Noisné
Saint-Georges-de-Noisné – miejscowość i gmina we Francji, w regionie Nowa Akwitania, w departamencie Deux-Sèvres.
Według danych na rok 1990 gminę zamieszkiwało 696 osób, a gęstość zaludnienia wynosiła 28 osób/km² (wśród 1467 gmin regionu Poitou-Charentes Saint-Georges-de-Noisné plasuje się na 436. miejscu pod względem liczby ludności, natomiast pod względem powierzchni na miejscu 259.).